# Tudor Băluță
Ne doit pas être confondu avec Alexandru Băluță.
Tudor Băluță est un footballeur international roumain né le 27 mars 1999 à Craiova. Il évolue au poste de milieu au Śląsk Wrocław.

## Carrière

### En club
Le 31 janvier 2019, Băluţă signe un contrat de trois ans et demi avec le club anglais de Brighton & Hove Albion et fut immédiatement prêté au Viitorul Constanţa pour le reste de la saison 2018-2019. La presse rapporte que le transfert s'élevaient à 3 millions d'euros.
Le 19 juillet 2024, le Śląsk Wrocław annonce la signature de Băluță pour un contrat de deux ans, avec une option pour un an supplémentaire.

### En sélection
Avec les moins de 19 ans, il participe aux éliminatoires du championnat d'Europe des moins de 19 ans 2018, inscrivant trois buts à cette occasion.
Il joue son premier match en équipe de Roumanie le 31 mai 2018, en amical contre le Chili (victoire 2-3 à Graz).
Bien qu'il n'ait pas participé à la phase de qualification, il est sélectionné pour participer au Championnat d'Europe de football espoirs 2019 en Italie. Băluță fait ses débuts en tant que titulaire contre la Croatie le 19 juin de cette année, match qui s'est terminé par une victoire de 4-1 pour son équipe et où il marqua le troisième but à la 66e minute.

## Palmarès
Viitorul Constanța
- Champion de Roumanie en 2017.
- Vainqueur de la Coupe de Roumanie en 2018.
- Finaliste de la Supercoupe de Roumanie en 2017.

 Dynamo Kiev
- Champion d'Ukraine en 2021.